# Euplectes diadematus
Euplectes diadematus е вид птица от семейство Ploceidae.

## Разпространение
Видът е разпространен в Кения, Сомалия и Танзания.